# Hedylopsis
Hedylopsis is een geslacht van weekdieren uit de klasse van de Gastropoda (slakken).

## Soorten
- Hedylopsis ballantinei Sommerfeldt & Schrödl, 2005
- Hedylopsis spiculifera (Kowalevsky, 1901)